# Bipolaris cactivora
Bipolaris cactivora är en svampart som först beskrevs av Franz Petrak, och fick sitt nu gällande namn av Alcorn 1983. Bipolaris cactivora ingår i släktet Bipolaris,  och familjen Pleosporaceae.   Inga underarter finns listade.